# Afrikanische Schwimmmeisterschaften 2012
Die Afrikanischen Schwimmmeisterschaften 2012 waren die 11. Ausgabe der Afrikanischen Schwimmmeisterschaften und fanden vom 10. bis zum 15. September 2012 in Nairobi, Kenia statt.

## Teilnehmer
Ausgetragen wurden die Schwimmwettkämpfe im Moi Aquatics Complex in Kasarani. Eine der erfolgreichsten Schwimmerinnen war die Südafrikanerin Lehesta Kemp.
Insgesamt nahmen 16 Länder an den Afrikanischen Schwimmmeisterschaften 2012 teil:
- Ägypten
- Algerien
- Angola
- Benin
- Botswana
- Ghana
- Kenia
- Mauritius
- Namibia
- Nigeria
- Ruanda
- Senegal
- Seychellen
- Südafrika
- Tunesien
- Uganda

## Medaillenspiegel
| Platz | Land      | Gold | Silber | Bronze | Gesamt |
| ----- | --------- | ---- | ------ | ------ | ------ |
| 1     | Südafrika | 29   | 14     | 8      | 51     |
| 2     | Tunesien  | 4    | 8      | 5      | 17     |
| 3     | Ägypten   | 3    | 13     | 14     | 30     |
| 4     | Kenia     | 3    | 2      | 1      | 6      |
| 5     | Senegal   | 1    | 1      | 0      | 2      |
| 6     | Algerien  | 0    | 2      | 10     | 12     |
| 7     | Marokko   | 0    | 0      | 2      | 2      |
|       | Total     | 40   | 40     | 40     | 120    |